# Dungeons
 Dungeons — відеогра, стратегія в реальному часі, розроблена компанією Realmforge Studios. Візуальний стиль і геймплей дуже нагадують Dungeon Keeper 2, і самі розробники заявляють про те, що надихалися цією стратегією від Bullfrog Productions.

## Сюжет
Володаря підземель підставляє його подруга, і він опиняється на найвищому рівні, практично біля земної поверхні. Йому належить прокласти шлях назад у серце підземного світу і повернути вкрадену владу.

## Геймплей
Для перемоги над противниками гравець повинен зібрати значну армію різних істот і добре їх натренувати, забезпечивши їжею і розвагами. Сюжетна кампанія складається з 20 завдань. Мета гравця — заманити у свої володіння найсильніших воїнів, отримати їх сили й стати єдиним правителем підземного світу. У міру проходження користувач відкриє нові види кімнат, пасток і декорацій. Система створення житла і кімнат для підопічних дуже схожа з Dungeon Keeper 2. Для отримання нових бійців гравцеві потрібно створювати певні типи приміщень.
Гравець має тілесну форму. За межами зони впливу він змушений покладатися лише на меч і заклинання. Камера при цьому розміщена за його спиною. У рідних володіннях Гравець дивиться на світ в ізометрії, віддає накази гоблінам копати тунелі, і розставляє всілякі предмети. Облаштувати темницю красиво і з розумом — одна з його найважливіших завдань, адже чим похмуріше і небезпечніше підземелля, тим вище його престиж. Багато оформлені володіння приваблюють народ з поверхні. Одні герої спускаються сюди в надії знайти гідного суперника, інших приваблюють стелажі зі стародавніми фоліантами, треті хочуть набити кишені золотом і знайти потужну зброю.

## Критика
У деяких виданнях гру різко критикували за невідпрацьованість сюжету, відступ від основного жанру та ускладнення гри зайвими економічними елементами.